# 代明親王
代明親王（よしあきらしんのう）は、平安時代前期から中期にかけての皇族。初名は将観（まさみ）。醍醐天皇の第三皇子。官位は四品または三品・中務卿。

## 経歴
延喜11年（911年）将観から代明に改名し、延喜19年（919年）元服した。醍醐朝末から朱雀朝前期にかけて、弾正尹・中務卿を務めた。
右大臣・藤原定方の娘と結婚して多くの子に恵まれたが、承平6年（936年）妻に先立たれる。妻の死後しばらく子供達とともに定方邸に住み、忌明けして妻の妹・九の君へ求婚。しかし、九の君が年若い藤原師尹と文を交わしている事を聞き、落胆して子供達を定方邸に置いたまま自邸に戻ったという（『大和物語』）。妻の後を追うように翌承平7年（937年）3月29日に薨去。享年34。最終官位は中務卿四品。
代明親王の邸宅は桃園親王と呼ばれた貞純親王の邸宅で、後に源保光（桃園中納言）、藤原師氏（桃園大納言）、藤原近信、藤原伊尹家へ渡る。その後、藤原行成（親王の曾孫にあたる）の邸宅となり、行成はその邸内に寺を建立した。これが世尊寺である。

## 官歴
- 延喜11年（911年） 11月28日：将観から代明に改名[1]
- 延喜19年（919年） 2月6日：元服[5]
- 延長4年（926年） 6月6日：見四品[6]
- 延長8年（930年） 8月29日：見弾正尹[7]
- 承平2年（932年） 12月21日：見中務卿[8]
- 承平7年（937年） 3月29日：薨去[9]（中務卿四品）[1]

## 系譜
- 父：醍醐天皇
- 母：藤原鮮子（藤原連永の娘） - 更衣
- 妃：藤原定方の娘
  - 長男：源重光（923-998）
  - 次男：源保光（924-995）
  - 三男：源延光（927-976）
  - 長女：恵子女王（925-992） - 藤原伊尹室、花山天皇外祖母、准三宮
  - 女子：荘子女王（930-1008） - 村上天皇女御（具平親王母）
  - 三女：厳子女王 - 藤原頼忠室（藤原公任ほか母）
- 生母不詳の子女
  - 男子：源遠光